# Cytospora ceratophora
Cytospora ceratophora är en svampart som beskrevs av Sacc. 1879. Cytospora ceratophora ingår i släktet Cytospora och familjen Valsaceae.   Inga underarter finns listade i Catalogue of Life.